# Поншар, Луи-Антуан-Элеонор
Луи-Антуан-Элеонор Поншар (фр. Louis-Antoine-Eléonore Ponchard; 1787—1866) — французский оперный певец (тенор) и музыкальный педагог.

## Биография
Родился 31 августа 1787 года в Париже в семье капельмейстера при церкви Св. Евстахия, Антуана Поншара (1758—1827) — композитора различных церковных произведений, месс и др.
Учился в Парижской консерватории у Гара. Дебютировал в 1812 году на сцене Комической оперы в «Tableau parlant» Гретри и пел на этой сцене до 1837 года. В 1825 году он исполнил главную роль — Джорджа Брауна — на премьере оперы «Dame blanche» Буальдьё. Он также участвовал в премьерах опер Буальдьё «Petit Chaperon Rouge» и «Deux Nuits», «Joconde ou Les coureurs d’aventures» Изуара, «Немая из Портичи» Карафа, «Земира и Азор» Гретри, а также многих опер Обера.
С 1819 года — профессор пения Парижской консерватории, где среди его учеников были Анри-Бернар Дабади, Жан-Батист Фор, Марио Джованни, Розина Штольц, Жан-Батист Векерлен, Гюстав Ипполит Роже, Анаис Фаргейль и Шарль-Мари Поншар.
Луи Поншар стал первым оперным певцом, получившим орден Почётного легиона.
Умер в Париже 6 января 1866 года, похоронен на кладбище Пер-Лашез.
Жена, Мария София (урожд. Callault; 1792—1873), также певица (сопрано); в 1818—1836 гг. — популярный член Комической оперы. Их сын, Шарль Поншар (1824—1891), актёр, затем оперный певец и профессор по классу комической оперы при Парижской консерватории.